# Avenida 9 de Julho (Buenos Aires)

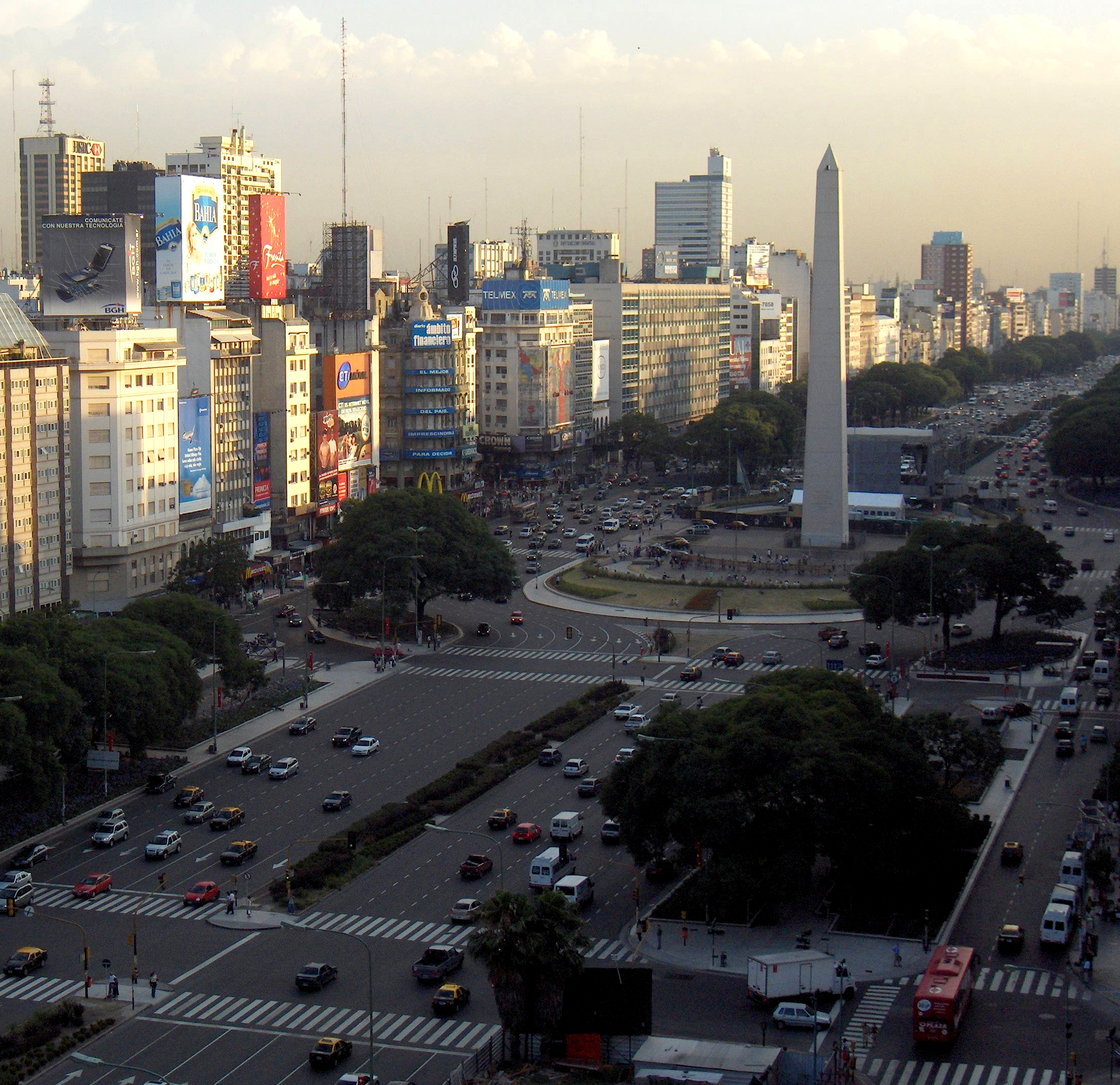
Avenida 9 de Julho em Buenos Aires, com o Obelisco ao fundo.

A Avenida 9 de Julho (em espanhol: Avenida 9 de Julio; Avenida Nueve de Julio) é uma das principais vias de tráfego de Buenos Aires, capital da Argentina. É conhecida por nela se encontrar o Obelisco (no entrocamento com a Avenida Corrientes), além de ser aclamada como a avenida mais larga do mundo. Seu nome provém de uma homenagem feita a 9 de julho de 1816, sendo este o dia da Declaração da Independência da Argentina.
Embora a construção desta avenida tenha sido aprovada em 1912, as obras só começaram de fato em 20 de abril de 1936 com o projeto reformulado, uma vez que foi originalmente concebido com características semelhantes à Avenida de Maio (em espanhol: Avenida de Mayo), com apenas trinta e três metros de largura e edifícios nas suas laterais.
Em sua interseção com a Avenida Corrientes está a Praça da República (em espanhol: Plaza de la República), onde se encontra o Obelisco, monumento histórico que recorda o local no qual a bandeira nacional foi içada pela primeira vez na cidade de Buenos Aires, em 1812. O famoso Teatro Colón também encontra-se nesta avenida, no bairro de San Nicolás, em um ponto seccionado com as ruas Liberdade, Arturo Toscanini e Tucumán.
Sob grande parte de sua disposição (entre a Avenida San Juan e Diagonal Norte) corre a Linha C do metrô de Buenos Aires. Em julho de 2013 foi inaugurado o Metrobús 9 de Julio (um grande corredor de operação similar aos BRTs) entre Retiro e Constitución, onde circulam dez linhas de transporte público.

## História

### Concepção e início das obras

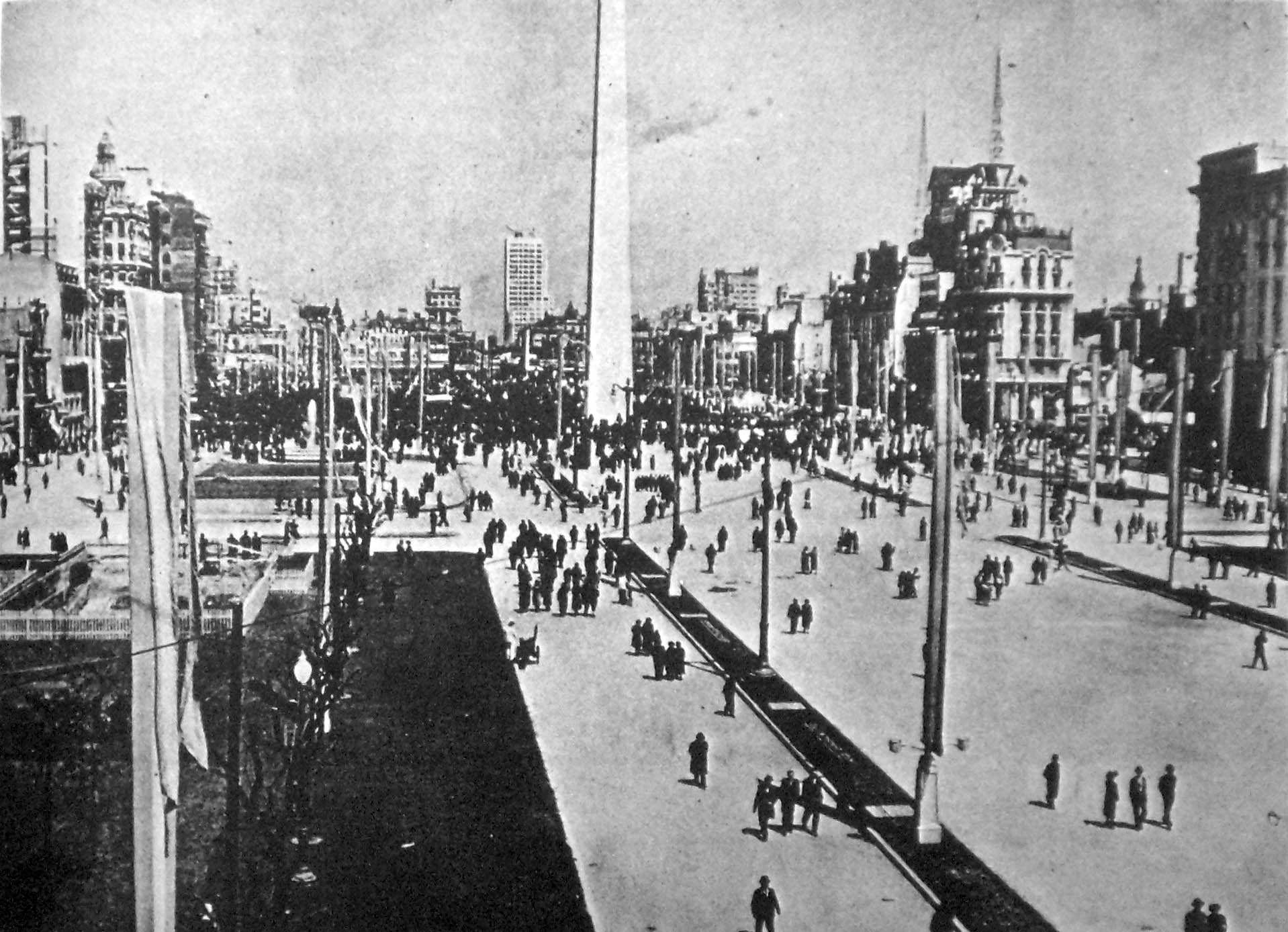
Avenida 9 de Julho em sua inauguração.

A Avenida 9 de Julho foi erguida durante o breve mandato do prefeito Francisco Seeber (1889-1890), para servir como uma via que atravessaria a cidade de norte a sul. Mais tarde, ela acabou sendo incluída em vários planos e projetos. Em 1912 foi aprovada a Lei Nacional Nº 8 855, que autorizou o município a desapropriar áreas com a finalidade da "utilidade pública". Com esta autorização, os espaços compreendidos entre as ruas Cerrito-Lima e Carlos Pellegrini-Bernardo Irigoyen do Paseo de Julio (até a Avenida del Libertador) para a Rua Brasil (no bairro Constitución) foram desapropriados, a fim de construir uma avenida central com trinta e três de largura, ladeada por duas ruas laterais alargadas e edifícios públicos ou privados construídos nas bandas resultantes da terra, cuja venda seria parte do financiamento de fundos com a emissão de um empréstimo emitido pela Prefeitura de Buenos Aires (no valor de 25 milhões de pesos de ouro). O serviço seria suportado pela Câmara Municipal (por sua própria renda), no qual a nação forneceria 10% da contribuição direta para a sua construção.
Tão logo a lei respectiva foi aprovada, Anchorena (então mandatário municipal) foi ao seu cumprimento (com o propósito de inaugurar a via para o Centenário da Independência em 1916). A questão gerou uma crise política e financeira de grandes proporções, agravada pela eclosão da Primeira Guerra Mundial e pela proximidade das primeiras eleições democráticas, que culminaram com a renúncia do prefeito e o fechamento do Conselho Municipal em 1915. A ideia de construir a Avenida 9 de Julio permaneceu no plano de 1925, no qual também foi integrado as diagonais Norte e Sul (ideia proposta originalmente em 1919), configurando os dois focos monumentais em seus extremos.

### A reformulação do projeto

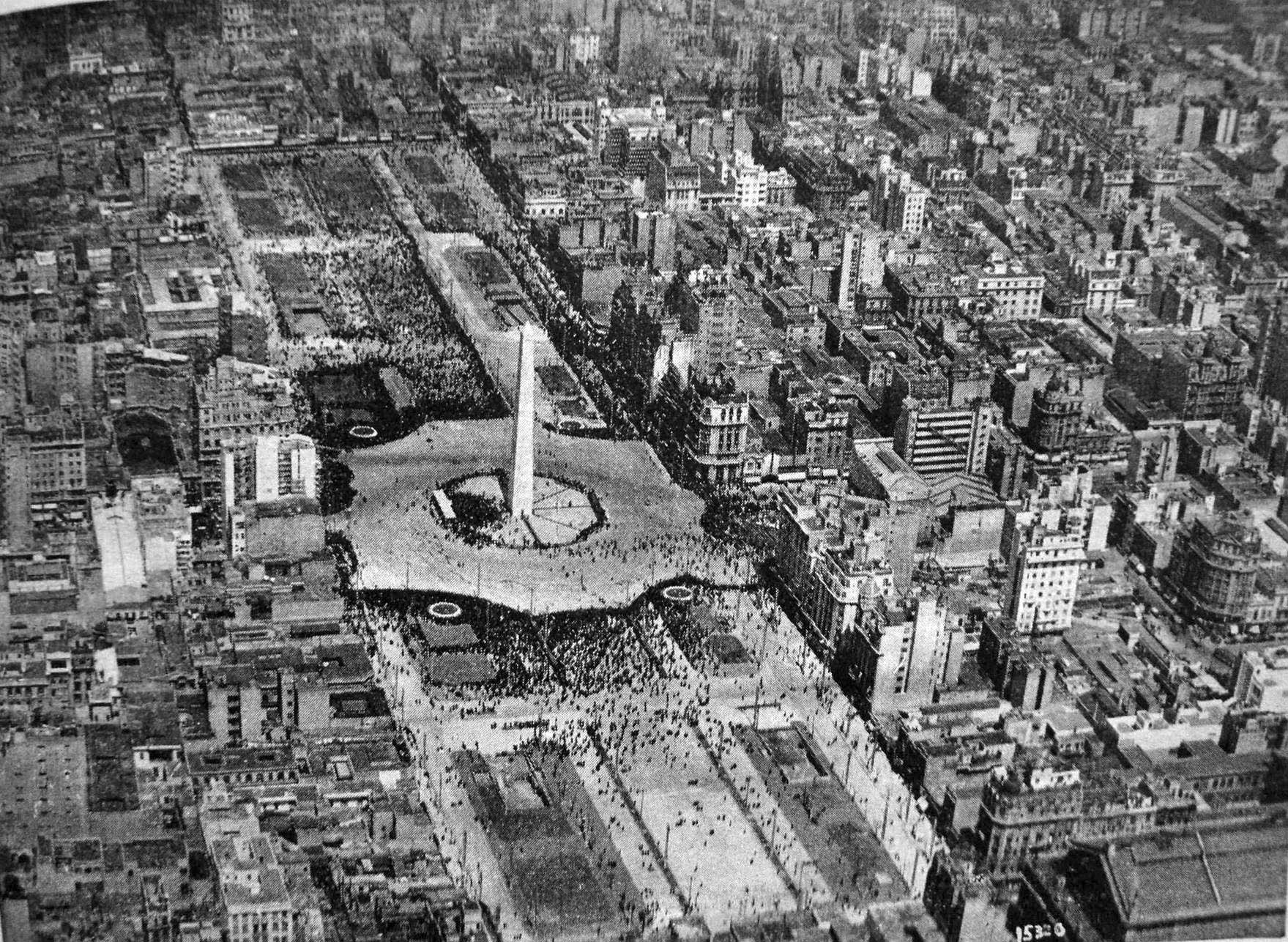
Foto aérea da avenida em sua inauguração.

Depois da crise financeira, o governo do General Justo decidiu lançar um vasto plano de obras públicas para as comemorações do aniversário da primeira fundação de Buenos Aires. Desde 1928, o engenheiro especializado em planejamento urbano em Paris, Carlos María Della Paolera, defendeu o desenvolvimento de um estudo abrangente e meticuloso, que contemplasse o conjunto do que ele chamou de Grande Buenos Aires. Assim, o projeto Avenida Norte-Sul deixou de ser uma intervenção pontual no centro da cidade para ocupar um lugar primordial na ação de grande impacto urbano, que foi proposta para a regulação da expansão regional.
Em 15 de novembro de 1934, começou a construção do prédio do MOP, o Ministério de Obras Públicas (no auge da Avenida Belgrano), contemplando a passagem da futura Avenida Norte-Sul. Embora o Prefeito Mariano de Vedia y Mitre tenha estipulado posteriormente que esta seria uma avenida sem prédio na sua totalidade, as obras da torre MOP não foram suspensas e acabaram sendo concluídas em um tempo recorde de 138 dias úteis (com inauguração realizada em setembro de 1936). Finalmente, a Avenida Norte-Sul foi inaugurada em 12 de outubro de 1937 pelo então presidente argentino, Agustín P. Justo (ainda que apenas em uma seção de 500 metros), sendo esta a ocasião na qual recebeu o nome de Avenida 9 de Julio. Esta via chegou ao prédio do Ministério de Obras Públicas somente em 1947, cujo complemento de toda a sua extensão se deu em 1980.

## Características

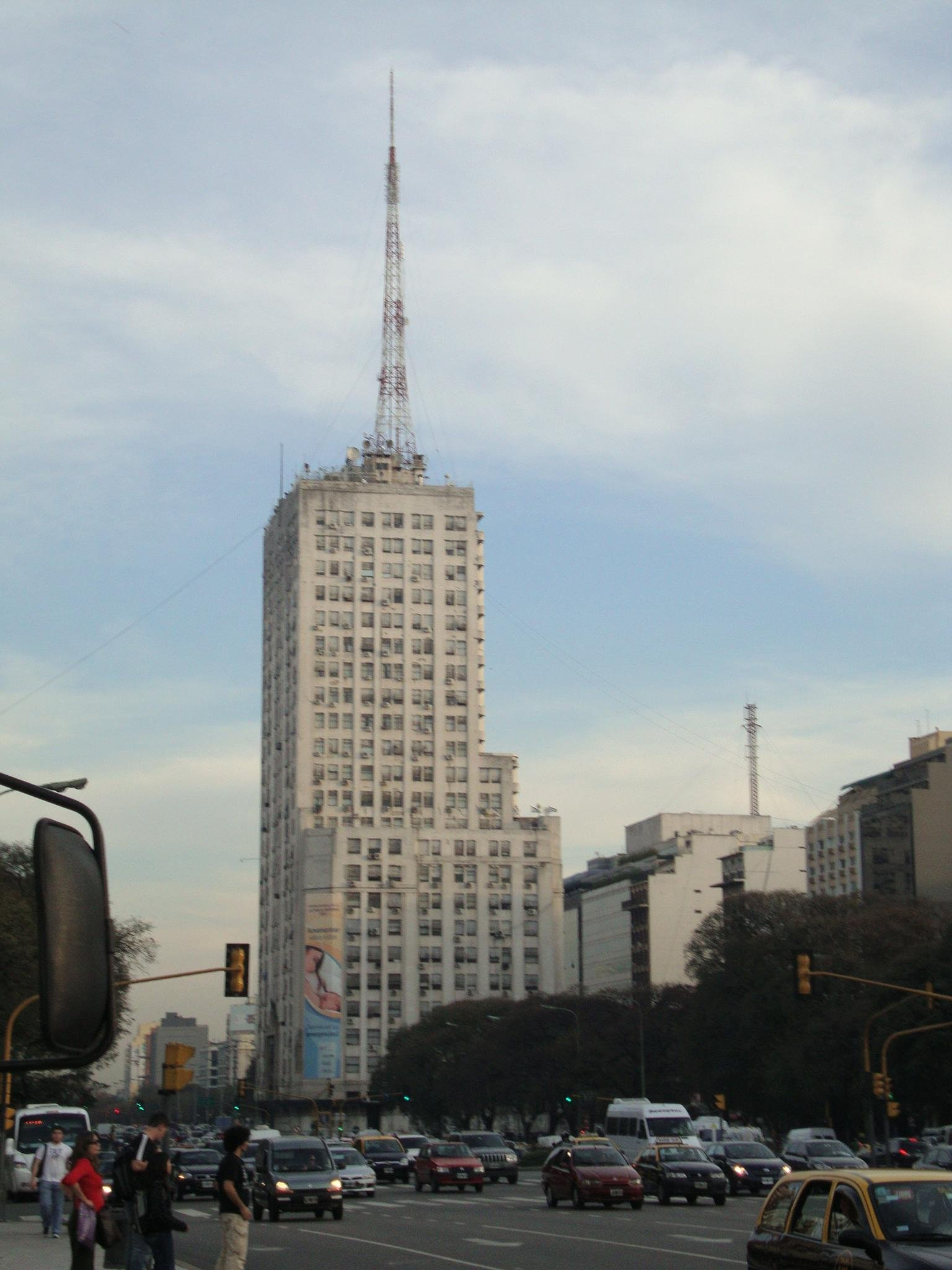
Edifício do Ministério da Saúde, situado na Avenida 9 de Julho.

Para o leste desta via corre a Rua Carlos Pellegrini (Bernardo de Irigoyen ao sul de Rivadavia) e para o oeste segue a Rua Cerrito (Lima ao sul de Rivadavia). Estas duas ruas funcionam, na prática, como pistas extras e são contadas na extensão total da Avenida 9 de Julho, para alcançar os 140 metros de largura que são normalmente considerados.
Uma característica distintiva desta avenida é que nela não existe um sistema de numeração, havendo apenas um prédio que contém acesso por um de seus caminhos (o edifício do Ministério da Saúde e Desenvolvimento Social). Da mesma forma, não existem construções nas ruas perpendiculares (com exceção à mencionada), correspondendo à numeração de 1000 a 1100.

### Extensão
A Avenida 9 de Julho une-se à Plaza Constitución (ao sul) e com a Avenida del Libertador (ao norte). Em ambas as extremidades, esta avenida continua pelas rodovias. Para o sul através da Rodovia Presidente Arturo Frondizi (que leva à Avenida Presidente Mitre em Avellaneda), e ao norte graças à Rodovia Arturo Illia (que leva para a Avenida General Paz e à Rodovia Pan-Americana). Desta forma, é transformada em uma das mais importantes áreas de tráfego da capital do país, sendo uma paisagem urbana de destaque para o turismo, e um eixo rodoviário verde que favorece a cidade.
Junto com a Rodovia Perito Moreno e a Avenida General Paz (via esta situada na periferia da cidade), a Avenida 9 de Julho não muda seu nome para atravessar a extensa Avenida Rivadavia por toda Buenos Aires.
Quatro bairros da capital argentina são atravessados por esta via em sua extensão, sendo eles: Constitución, Monserrat, San Nicolás e Retiro.